# Reconeixement de color

Color

El reconeixement de color és la capacitat d'un sensor o algoritme de distingir colors a partir de l'extracció d'informació de la llum.

## Relació entre la mesura del color i la resposta visual humana

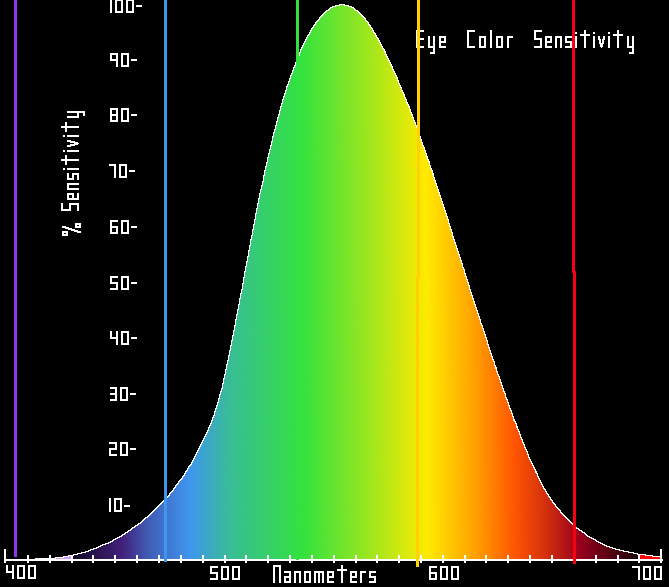
Funció de lluminositat definida per la CIE

La llum és el nom que reben les ones electromagnètiques amb longituds d'ona entre 380 nm i 780 nm. Aquest rang ve determinat per les limitacions del sistema visual humà i per la subjectivitat del color, cosa que condiciona totalment el seu reconeixement. Per aquest motiu el procés de la mesura de color pren com a referència la corba especral de resposta visual humana (definida per la CIE).
La mesura objectiva del colors recau en la distribució espectral del color que expresa l'energia de la llum que té cada longitud d'ona de l'espectre visible.
En el procés de reproducció es fa quasi impossible reproduir distribucions espectrals exactes a les adquirides. Per solucionar aquest inconvenient es generen colors que tenen la mateixa resposta visual tot i tenir espectres diferents. Aquests colors s'anomenen metàmers. La següent equació permet generar colors metàmers:
```
Absorció fotoreceptor 

  

    

      

        
→

      

    

    
{\displaystyle \rightarrow }

  

 

  

    

      

        
 

        

          
S

          

            
i

          

        

        
(

        
λ

        
)

      

    

    
{\displaystyle \ S_{i}(\lambda )}

  

Distribució espectral del color C 

  

    

      

        
→

      

    

    
{\displaystyle \rightarrow }

  

 

  

    

      

        
 

        

          
I

          

            
i

          

        

        
(

        
λ

        
)

      

    

    
{\displaystyle \ I_{i}(\lambda )}

  

Resposta visual a 

  

    

      

        
 

        

          
I

          

            
i

          

        

        
(

        
λ

        
)

      

    

    
{\displaystyle \ I_{i}(\lambda )}

  

 

  

    

      

        
→

      

    

    
{\displaystyle \rightarrow }

  

 

  

    

      

        

          
α

          

            
i

          

        

        
(

        
C

        
)

      

    

    
{\displaystyle \alpha _{i}(C)}

  

  

    

      

        

          
α

          

            
i

          

        

        
(

        
C

        
)

        
=

        
∫

        

          
S

          

            
i

          

        

        
(

        
λ

        
)

        
+

        

          
I

          

            
i

          

        

        
(

        
λ

        
)

        

      

    

    
{\displaystyle \alpha _{i}(C)=\int S_{i}(\lambda )+I_{i}(\lambda )\,}

  

```

## Determinació del color a partir de la llum
La manera bàsica de detectar el color consisteix en el captament de llum incident en un sensor, (CCD o CMOS). Aquest, mitjançant un conjunt de cel·les de fotons que formen una matriu de punts, un per cada pixel, és capaç de mesurar la quantitat de llum arribada a cadascun d'aquests, produint un corrent elèctric que varia en funció de la intensitat de llum rebuda.
Un cop s'ha mesurat la quantitat de llum es procedeix a la detecció de colors.

Màscara de Bayer

### Màscara de Bayer
Si es disposa d'un sol sensor per realitzar la separació de color se sol utilitzar una Màscara de Bayer: Aquest filtre aplica una distribució de colors proporcionalment diferent per els tres colors primaris RGB (25% Vermell (R), 50% Verd (G) i 25% Blau(B)). Com es comenta anteriorment això ve donat per les limitacions del sistema visual humà, el qual és més sensible a les longituds d'ona properes als tons verds. Per acabar s'aplica un algoritme de reconstrucció del color (demosaicing) interpolant la sortida del filtre de Bayer.

### Separació de la llum
Utilitzant tres sensors acoblats podem realitzar la separació de color amb un dispositiu de separació de llum, com ara un filtre dicroic. Aquests consisteixen en fines capes de materials alternades, cada una amb diferents indexs de refracció i d'aquesta manera separen la llum incident en els seus components vermell, verd i blau. És important remarcar que aquests filtres són sensibles a les variacions de temperatura del color, per això s'aplica un balanç de blancs, el qual ajusta la part més brillant de la imatge perquè aparegui com a blanc i la menys brillant perquè aprequi com a negre. 

Dispersió del color

- Miralls dicroics: Aquests miralls especials reflecteixen longituds d'ona concretes. Les longituds d'ona que es reflecteixen venen determinades per l'espesor de les diferents capes del mirall. Cada reflexió dels miralls s'enviarà a un sensor diferent, aconseguint així un canal per cada longituds d'ona. El sistema típic consisteix en dos miralls, un per la llum blava i un per la llum vermella, i enviada cada una a un sensor diferent. Aquests dos miralls deixen passar la llum verda que arriba a un tercer sensor.
- Prismes dicroics: Aquest sistema es basa en la utilització de prismes dispersos refractius que separen la llum en longituds d'ona. Permeten una selecció més acurada de les longituds d'ona respecte al miralls dicroics.

Existeixen sensors que separen directament la llum en colors durant la captació, és a dir que a cada píxel ja s'obtenen els valors dels components de color. Aquests són els sensors cmos amb Sensor Multicapa, desenvolupats per Foveon Inc. Aquest sensor consta de tres capes de silici superposades, cada una amb una resposta diferent a diferents longituds d'ona. Aquesta diferència de resposta ve determianda pel fet que les diferents longituds d'ona penetren el silici a diferents profunditats.

## Reconeixedors de color d'alt rendiment
El reconeixement de colors es pot realitzar mitjançant sensors actius, que són aquells que emeten algun tipus d'energia a l'entorn. Aquests sensors tenen l'inconvenient de què necessiten molta energia i processament de les dades obtingudes.
Els detectors de color d'alta precisió poden detectar el color d'una superfície. Aquests sensors es defineixen com retro-reflectors, ja que emeten llum amb uns leds blau vermell i verd sobre l'objecte a analitzar. Seguidament calculen les coordenades cromàtiques a partir de la radiació reflectida i les comparen amb els colors de referència prèviament emmagetzamats. Alguns aparells de detecció de color que usen aquests sensors tenen la capacitat d'aprendre i introduir nous colors de referència.

## Reconeixement de colors específics

Representació del model RGB en cub

El reconeixement de color per determinar quins colors apareixen en una imatge, captada o que s'està captant, es realitza mitjançant els models de color, ja que aquests fan possible la representació dels colors de forma numèrica. Els models de color (per exemple RGB, YUV o HSL) permeten crear filtres per discrimnar colors.
Aquest mètode consisteix a definir una funció que actui com llindar de decisió pel detector. Aquesta funció es defineix segons l'espai de color usat i determina quins valors no pot sobrepassar una component o una combinació lineal dels components.
Per exemple, es poden representar les components R, G i B amb un byte per component i mitjançant un recorregut pixel a pixel de la imatge, determinar quines zones de la imatge captada corresponen a un color específic.
Per altra banda, si es volen realitzar aplicacions on entra en joc el nivell de luminància de l'entorn, és més edient usar el model de color YUV. El mètode de decisió en aquest cas és mesurar la similitud entre els valors de les components U i V del píxel i un valor de referència (relacionat amb el color a detectar).

## Aplicacions pels detectors de colors
- L'aplicació més òbvia quant a determinació del color a partir de llum és la possibilitat d'adquirir continguts visuals en color. Aquest fet ha donat lloc a la creació d'aparells tals com les càmeres digitals o els escaners, a més de permetre els posteriors algoritmes i mètodes de detecció de color a partir d'imatges.
- Creació d'aparells per ajudar a persones amb mancances visuals amb l'objectiu de proporcionar-los més independència. Un exemple d'això és l'eyeborg, el qual transforma les freqüències dels colors en sons i està destinat a les persones que pateixen daltonisme o acromatòpsia. O colorino, un detector de colors per a persones cegues, que ens informa del color amb un senyal de veu.
- Els detectors de color d'alt rendiment s'utilitzen en processos industrials de classificació.
- En el camp de la robòtica la detecció de colors és molt útil per crear màquines que realitzin funcions on és necessària la distinció de certs colors,[3] com per exemple, classificació de productes.